# Trixa chaoi
Trixa chaoi är en tvåvingeart som beskrevs av Zhang och Hiroshi Shima 2005. Trixa chaoi ingår i släktet Trixa och familjen parasitflugor. Inga underarter finns listade i Catalogue of Life.